# Лівві-карельська Вікіпедія
Карельська Вікіпедія (карел. Karjalan Wikipedii) — розділ Вікіпедії лівві-карельським ідіомом. Створена 7 жовтня 2016 року. Лівві-карельська Вікіпедія станом на 27 березня 2025 року містить 4527 статей, 7800 зареєстрованих користувачів, 18 активних дописувачів, 2 адміністраторів
. Загальна кількість сторінок у Вікіпедії лівві-карельським ідіомом — 13 314, редагувань — 37 494, мультимедійні файли відсутні
. Глибина (рівень розвитку мовного розділу) лівві-карельської Вікіпедії мала і становить 10.6 пунктів
.

## Історія
- 7 жовтня 2016 року — створення карельської Вікіпедії (перенесена з Вікіінкубатора)[3].
- 21 жовтня 2016 року — карельська Вікіпедія досягнула відмітки у 1000 статей[4].